# Bitwa pod Młodzawami

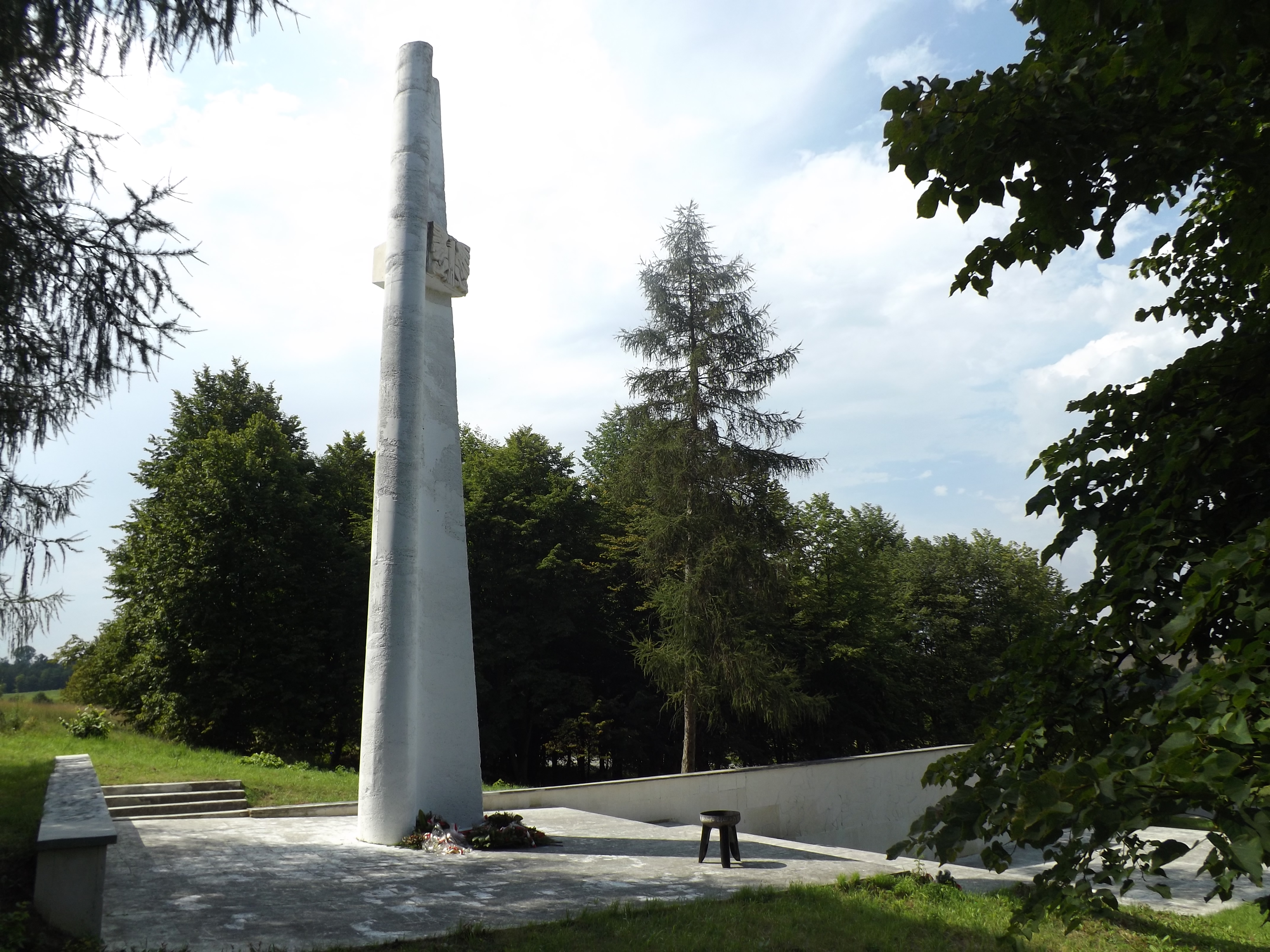
Pomnik w Byczowie poświęcony m.in. partyzantom Armii Ludowej uczestniczącym w bitwie pod Młodzawami i w walkach w obronie Republiki Pińczowskiej

Bitwa pod Młodzawami – bitwa partyzancka stoczona 31 lipca 1944 roku przez oddziały Armii Ludowej pod Młodzawami z oddziałem armii niemieckiej dokonującym pacyfikacji wsi Młodzawy.

## Przebieg bitwy
Z końcem lipca kwaterujące we wsi Byczów oddziały Armii Ludowej należące do 1 Brygady AL Ziemi Krakowskiej otrzymały wiadomość o planowanej przez Niemców pacyfikacji wsi Młodzawy. Sztab brygady postanowił przeciwdziałać pacyfikacji wsi. Całością partyzanckich sił i działań dowodził kapitan Józef Saturn. 
Bitwę 31 lipca 1944 w godzinach popołudniowych rozpoczęła 3 kompania dowodzona przez Zygmunta Bieszczanina, atakując od południa Niemców będących we wsi. W tym czasie 1 kompania dowodzona przez ppor. Borysa Zagnera i oddział dowodzony przez ppor. Antoniego Dobrowolskiego rozpoczęły atak od wschodu i zachodu. Zaskoczeni Niemcy pod osłoną ognia z posiadanych moździerzy rozpoczęli odwrót do lasu położonego na północ od wsi.  
Tracąc w walce 6 zabitych i 16 rannych oddziały niemieckie wycofały się w kierunku Pińczowa.   

## Upamiętnienie
W miejscu kwaterowania oddziału Armii Ludowej w miejscowości Byczów w okresie Polski Ludowej zbudowano pomnik poświęcony
bohaterom Republiki Pińczowskiej oraz temu wydarzeniu. Na pomniku umieszczono tablice poświęcone uczestnikom tej bitwy Józefowi Saturnowi i Zygmuntowi Bieszczaninowi.